# Edit Rolf

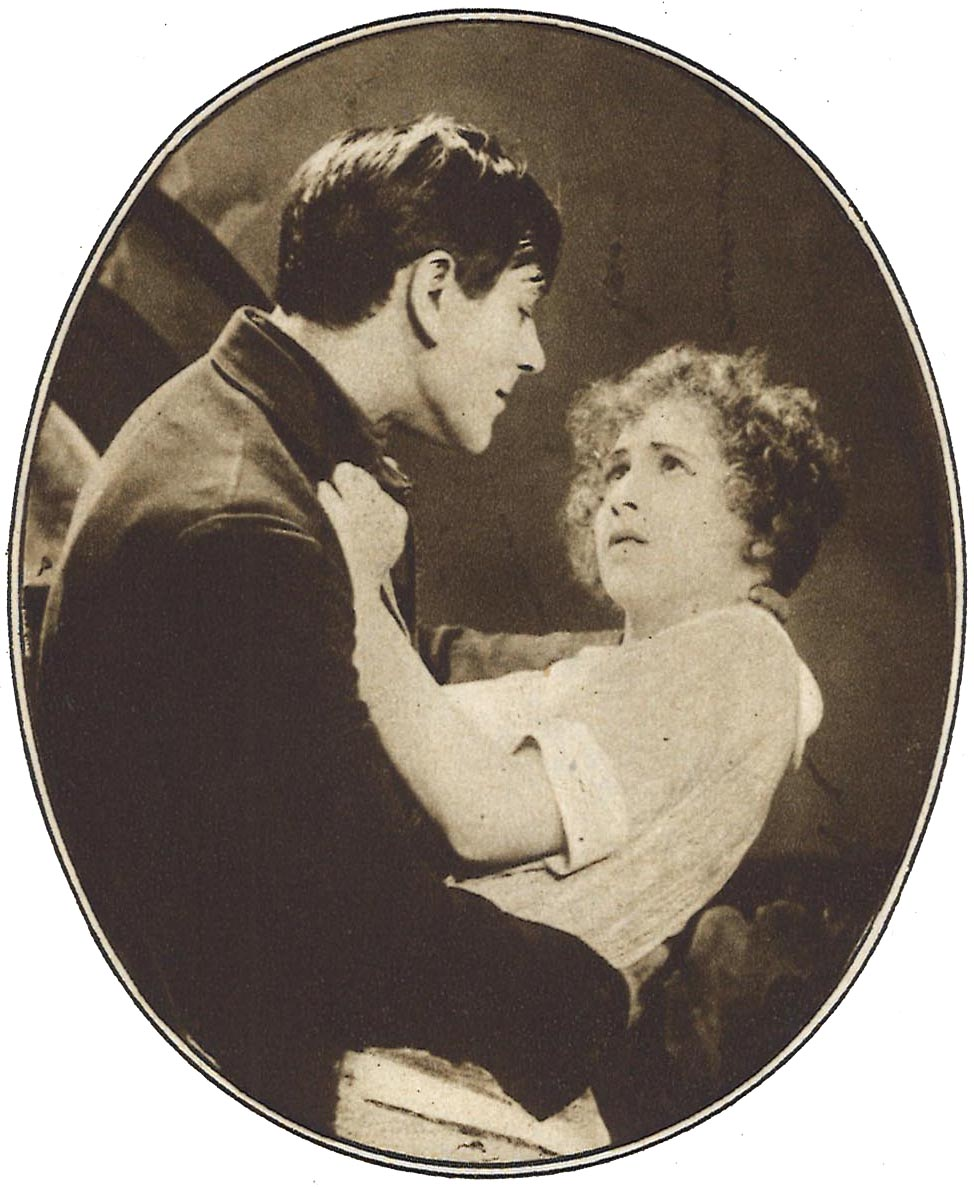
Edit Rolf i en scen med Edvin Adolphson ur filmen Flygande holländaren (1925).

Edit Viola Rolf, född den 27 november 1905 i USA, död 9 mars 1934 i Katarina församling i Stockholm, var en svensk skådespelare.

## Filmografi (urval)
- 1925 – Tre Lejon - Fru Pihlbom (reklamfilm)
- 1925 – Karl XII - Ulrika Eleonora
- 1925 – Kalle Utter - Marianne, greveparet Stjerncronas dotter
- 1925 – Flygande holländaren - Karin, Tines dotter
- 1925 – Bröderna Östermans huskors - Ella Vestman, Helenas och Jans dotter
- 1926 – Fänrik Ståls sägner-del I - Inga
- 1926 – Fänrik Ståls sägner-del II - Inga